# Talat Xhaferi
Talat Xhaferi ou Talat Džaferi (em macedônio/macedónio:  Талат Џафери; Forino, 15 de abril de 1962) é um político e militar macedônio, que foi primeiro-ministro da Macedônia do Norte entre janeiro e junho de 2024. Foi presidente da Assembleia da Macedónia do Norte entre 2017 e 2024 e Ministro da Defesa entre 2013 e 2014.

## Juventude e carreira militar
Xhaferi, de etnia albanesa, nasceu em 15 de abril de 1962 na aldeia de Forino, perto de Gostivar, PR Macedônia, FPR Iugoslávia. Frequentou a escola primária na aldeia vizinha de Čegrane e continuou o ensino secundário na Escola Secundária Militar de Belgrado. Estudou na Academia Militar da Infantaria do Exército Terrestre do Exército Popular Iugoslavo (JNA) em Belgrado e Sarajevo. Mais tarde em sua carreira, especializou-se em funções de comando e estado-maior na Academia Militar General Mihailo Apostolski em Skopje.
De 1985 a 1991, Xhaferi foi oficial do JNA e de 1992 a 2001 oficial do Exército da República da Macedônia (ARM).

### Insurgência de 2001
Durante a insurreição de 2001, na qual militantes de etnia albanesa atacaram as forças de segurança, Xhaferi foi inicialmente um oficial superior da ARM, comandando tropas no quartel de Tetovo.
Em 28 de abril, dia do massacre de Vejce, ele estava de serviço como comandante do quartel. Vários dias depois, ele desertou e se juntou ao Exército de Libertação Nacional (NLA), um grupo guerrilheiro albanês que lutava contra a República da Macedônia, e tornou-se comandante da 116ª Brigada, ganhando o pseudônimo de Komandant Forina em homenagem à sua cidade natal. Posteriormente, ele foi anistiado, de acordo com o Acordo de Ohrid de 2001.

## Carreira política
Xhaferi foi eleito pela primeira vez para o parlamento macedônio em 2002 pela União Democrática para a Integração (DUI), que foi formada naquele ano por membros do NLA dissolvido. De 2004 a 2006, Xhaferi foi Vice-Ministro da Defesa. De 2008 a 2013, foi deputado pelo DUI, aliado do partido conservador VMRO-DPMNE. Em 2012, tornou-se conhecido pelos seus discursos de maratona, utilizados como táctica de obstrução para bloquear a adopção de uma lei sobre veteranos que teria concedido benefícios aos veteranos de guerra macedónios. Ele bloqueou o projecto a nível da comissão "lendo poesia, citando literatura estrangeira e relatórios sobre a Macedónia, resmungando ou simplesmente permanecendo em silêncio, esperando que o tempo passasse".
Em 2013, Xhaferi foi nomeado pelo DUI para Ministro da Defesa no Gabinete de Nikola Gruevski, após a renúncia de Fatmir Besimi. A nomeação de Xhaferi desencadeou protestos de cidadãos macedónios (em particular do general reformado Stojanče Angelov do partido de oposição pró-veterano Dignidade) e albaneses. Xhaferi afirmou que o seu objectivo era fazer das forças armadas “um símbolo de coexistência, tolerância e respeito pelas diferenças”.
Em 26 de Novembro de 2019, um terramoto atingiu a Albânia. Xhaferi fazia parte de uma delegação de políticos etnicamente albaneses da Macedónia do Norte que visitou o epicentro do terramoto e que expressou as suas condolências ao presidente albanês Ilir Meta.

### Presidente da Assembleia
Em abril de 2017, Xhaferi foi eleito presidente do parlamento macedónio, apoiado por uma coligação de partidos nacionais albaneses e pelo partido social-democrata da oposição SDSM, provocando tumultos no edifício do parlamento. O partido VMRO-DPMNE rotulou esta medida como um golpe. Posteriormente, os manifestantes invadiram o edifício do parlamento, espancando jornalistas e deputados, e tiveram de ser inocentados pela polícia.
Em 25 de janeiro de 2024, Xhaferi renunciou após as renúncias do governo de Dimitar Kovačevski, em preparação para ser eleito presidente de um governo técnico que, de acordo com o Acordo de Pržino, liderará o país nos 100 dias anteriores à sessão parlamentar eleições marcadas para 8 de maio.